# Stalachtis
Genre
Stalachtis est un genre d'insectes lépidoptères de la famille des Riodinidae et de la sous-famille des Riodininae.
Ils résident en Amérique du Sud en Amazonie et dans les régions avoisinantes.

## Dénomination
- Le genre a été décrit par l'entomologiste allemande Jakob Hübner en 1818  sous le nom de Stalachtis [1].
- L'espèce type pour le genre est Stalachtis phaedusa

### Synonymie
- Nerias (Boisduval, 1836)

## Taxinomie
Liste des espèces
- Stalachtis calliope (Linnaeus, 1758)
  - Stalachtis calliope calliope présent en Guyane, Guyana, au Surinam et au Brésil.
  - Stalachtis calliope bicoler Staudinger, [1887]; présent en Équateur.
  - Stalachtis calliope voltumna Stichel, 1911; présent au Pérou.
- Stalachtis euterpe (Linnaeus, 1758)
  - Stalachtis euterpe euterpe; présent en Guyane, Guyana, au Surinam
  - Stalachtis euterpe adelpha Staudinger, 1888; présent au Brésil.
  - Stalachtis euterpe latefasciata Staudinger, 1888; présent au Pérou.
- Stalachtis halloweeni Hall, 2006[2]
- Stalachtis lineata (Guérin-Méneville, [1844]); présent au Brésil.
- Stalachtis magdalena (Westwood, [1851]); en Colombie.
  - Stalachtis magdalena magdalena
  - Stalachtis magdalena cleove Staudinger, 1888
- Stalachtis phaedusa (Hübner, [1813])
  - Stalachtis phaedusa phaedusa
  - Stalachtis phaedusa duvalii (Perty, 1833)
  - Stalachtis phaedusa exul Seitz, 1917; présent en Guyane
  - Stalachtis phaedusa phaloe Staudinger, [1887]; présent au Brésil et au Pérou.
  - Stalachtis phaedusa trangeri Schaus, 1928; en Colombie.
  - Stalachtis phaedusa zephyritis (Dalman, 1823); au Surinam
- Stalachtis phlegia (Cramer, [1779])
  - Stalachtis phlegia phlegia;  présent au Surinam
  - Stalachtis phlegia nocticoelum Seitz, 1917; présent au Brésil.
  - Stalachtis phlegia phlegetontia (Perty, 1833); présent au Brésil.
  - Stalachtis phlegia susanna (Fabricius, 1787); présent au Brésil.
  - Stalachtis phlegia venezolana Seitz, 1917; au Venezuela

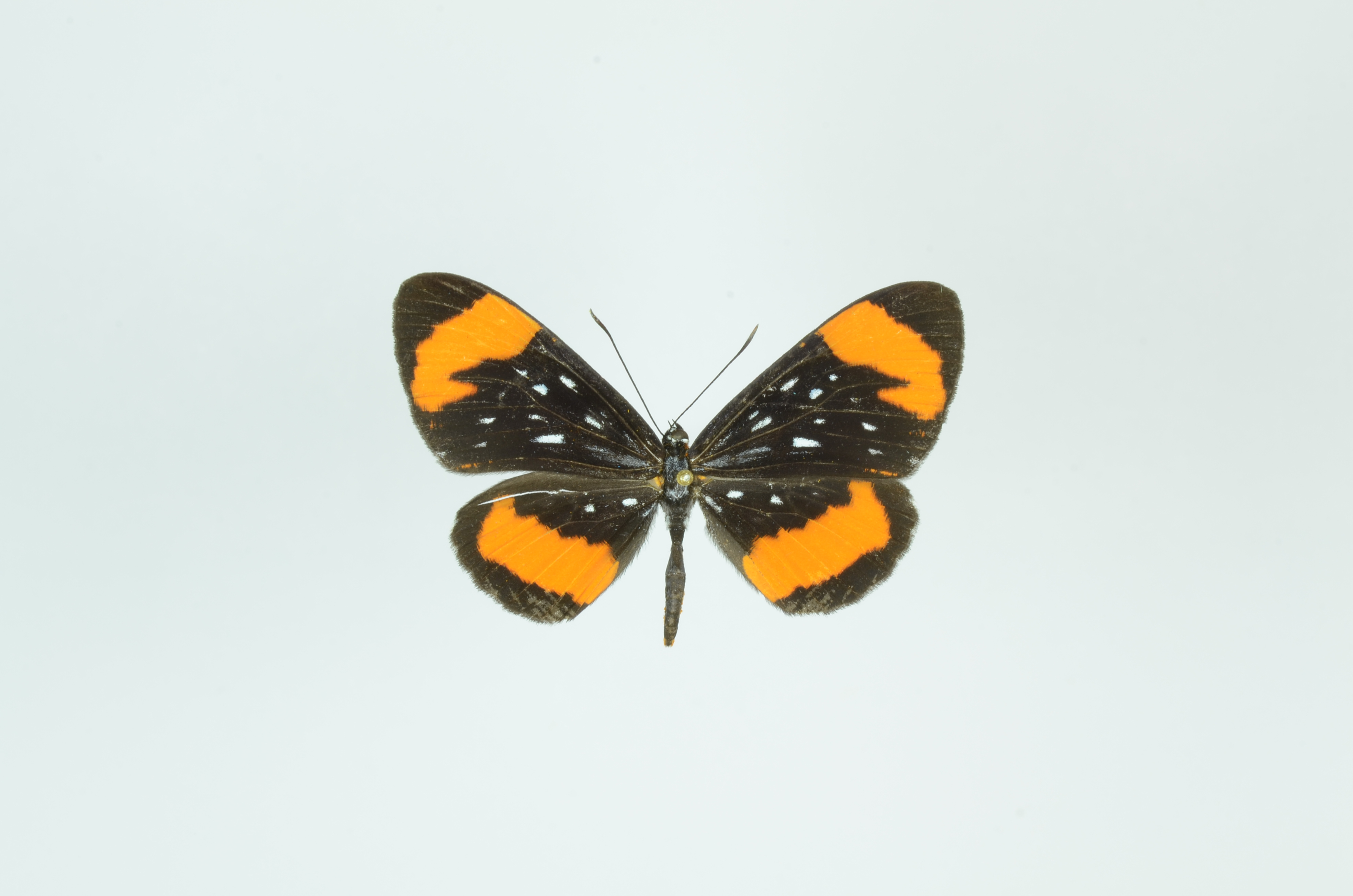
Stalachtis euterpe
Stalachtis phaedusa - Muséum de Toulouse

## Source
- funet